# Zivildienstschule
Die deutschen Zivildienstschulen (ZDSch) waren bis zur Aussetzung der Wehrpflicht im Jahr 2011 zivildienstspezifische und gesellschaftspolitische Bildungszentren des Bundes. Sie organisierten verpflichtende Einführungslehrgänge für Zivildienstleistende und waren dem Bundesamt für Familie und zivilgesellschaftliche Aufgaben in Köln-Zollstock angegliedert. Die ZDSch wurden in Bildungszentren umgewandelt, die nun ihren Bildungsauftrag im Rahmen des Bundesfreiwilligendienstes (BFD) und des Freiwilligen Sozialen Jahres (FSJ) ausführen.

## Geschichte
Gesetzliche Grundlage für den Einführungsdienst bildete § 25a Abs. 1 Zivildienstgesetz (ZDG), der festlegte, dass die Zivildienstleistenden (ZDL) zu Beginn ihres Dienstes in Lehrgängen über Wesen und Aufgaben des Zivildienstes, über ihre Rechte und Pflichten und über staatsbürgerliche Fragen unterrichtet werden mussten. Darüber hinaus wurden – soweit für den Einsatzbereich des ZDL erforderlich – fachliche Lehrgänge veranstaltet.
§ 25a Abs. 4 ZDG sah vor, dass die Zivildienstleistenden während des Einführungsdienstes in einer dienstlichen Unterkunft untergebracht sein mussten. 
Diese Vorgabe bildete die Grundlage für 17 Zivildienstschulen, mit deren Aufbau mit der Einweihung der ersten staatlichen Zivildienstschule auf dem Ith bei Holzen im Weserbergland am 5. Oktober 1971 begonnen wurde. Die Zivildienstschulen verfügten 2010 über 80 bis 200 Betten, mit insgesamt über 2.400 Lehrgangsplätzen. Zum Oktober 2010 waren 65.794 Zivildienstleistende im Dienst. Seit der Einführung des Zivildienstes im April 1961 wurden 2.721.448 junge Männer bis zur Aussetzung im Jahr 2011 zum Zivildienst einberufen.

## Bildungsauftrag
In den Zivildienstschulen wurde eine große Zahl junger erwachsener Menschen auf gesellschaftliche und politische Fragen angesprochen. Dies eröffnete die Chance, sie für Maßnahmen politischer Erwachsenenbildung zu gewinnen, ihnen Möglichkeiten gesellschaftlicher und politischer Teilnahme aufzuzeigen und sie für die aktive Teilnahme am demokratischen Geschehen zu interessieren.
Die Zivildienstschulen verstanden sich damit als ein Forum der Begegnung für junge Menschen mit unterschiedlichen lebensweltlichen Bezügen, Erfahrungen und Einstellungen. Die gemeinsame Unterbringung über mehrere Tage bot nach Vorstellung der Zivildienstschulen den ZDL die Gelegenheit, Erfahrungen auszutauschen und ein stärkeres Bewusstsein für die Wichtigkeit des Zivildienstes zu entwickeln. Dies sollte Gruppenprozesse ermöglichen, die zu einer Vertiefung der im Lehrgang gewonnenen Erkenntnisse und Eindrücke führen konnten. Aufgrund der vielfältigen Erfahrungen der Teilnehmer, die sich in die in unterschiedlichsten Themen einbringen konnten, wurde die politische Erwachsenenbildung zu einer konkreten Größe im Zivildienst gesehen.

## Von der Zivildienstschule zum Bildungszentrum
Wegen der Aussetzung des Wehrdienstes zum 1. Juli 2011 wurden ab Oktober 2010 Zivildienstleistende nur noch auf eigenen Wunsch einberufen. Diese Einberufung auf eigenen Wunsch war nur bis zum 1. Juli 2011 möglich. Auch bei freiwillig längerer Dienstverpflichtung endeten die letzten Zivildienstverhältnisse am 31. Dezember 2011 und es gibt in Deutschland seither keinen Zivildienst mehr. Das Wehrrechtsänderungsgesetz (WehrRÄndG 2011) und das Gesetz über den Bundesfreiwilligendienst (BFDG) vom 28. April 2011 sind am 2. Mai 2011 im Bundesgesetzblatt verkündet worden (BGBl. I, Seite 678, 687).
Die bisherigen 17 Zivildienstschulen des Bundesamtes für den Zivildienst (BAZ) wurden in Bildungszentren umbenannt und unterstehen der vom Bundesamt für den Zivildienst in Bundesamt für Familie und zivilgesellschaftliche Aufgaben (BAFzA) umbenannten Behörde. Die Bildungszentren gehen dann dem Bildungsauftrag im Rahmen des Bundesfreiwilligendienstgesetzes (BFDG) und des Freiwilligen Sozialen Jahr (FSJ) nach.

## Standorte

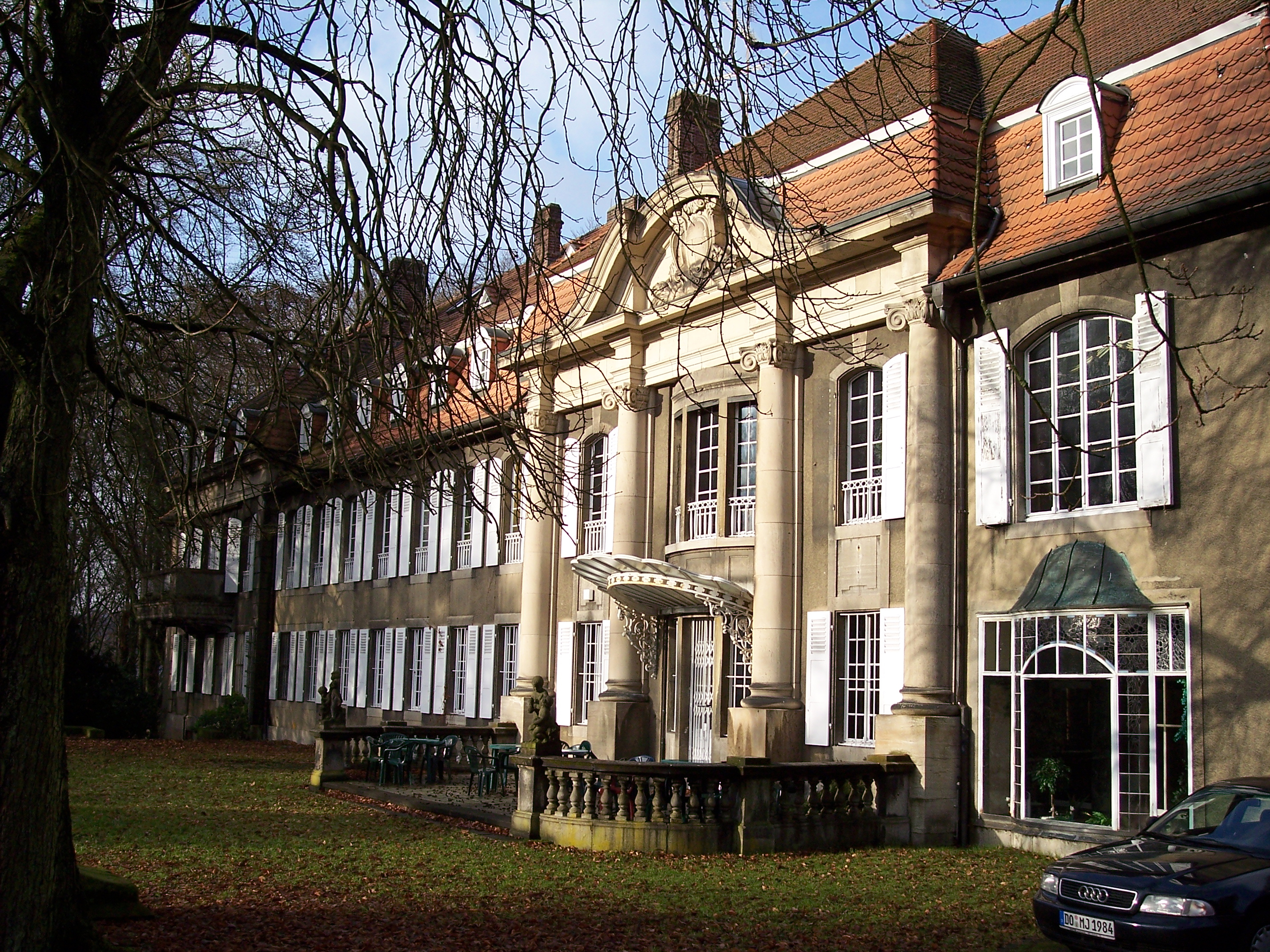
Schule VIII, Haus Ende

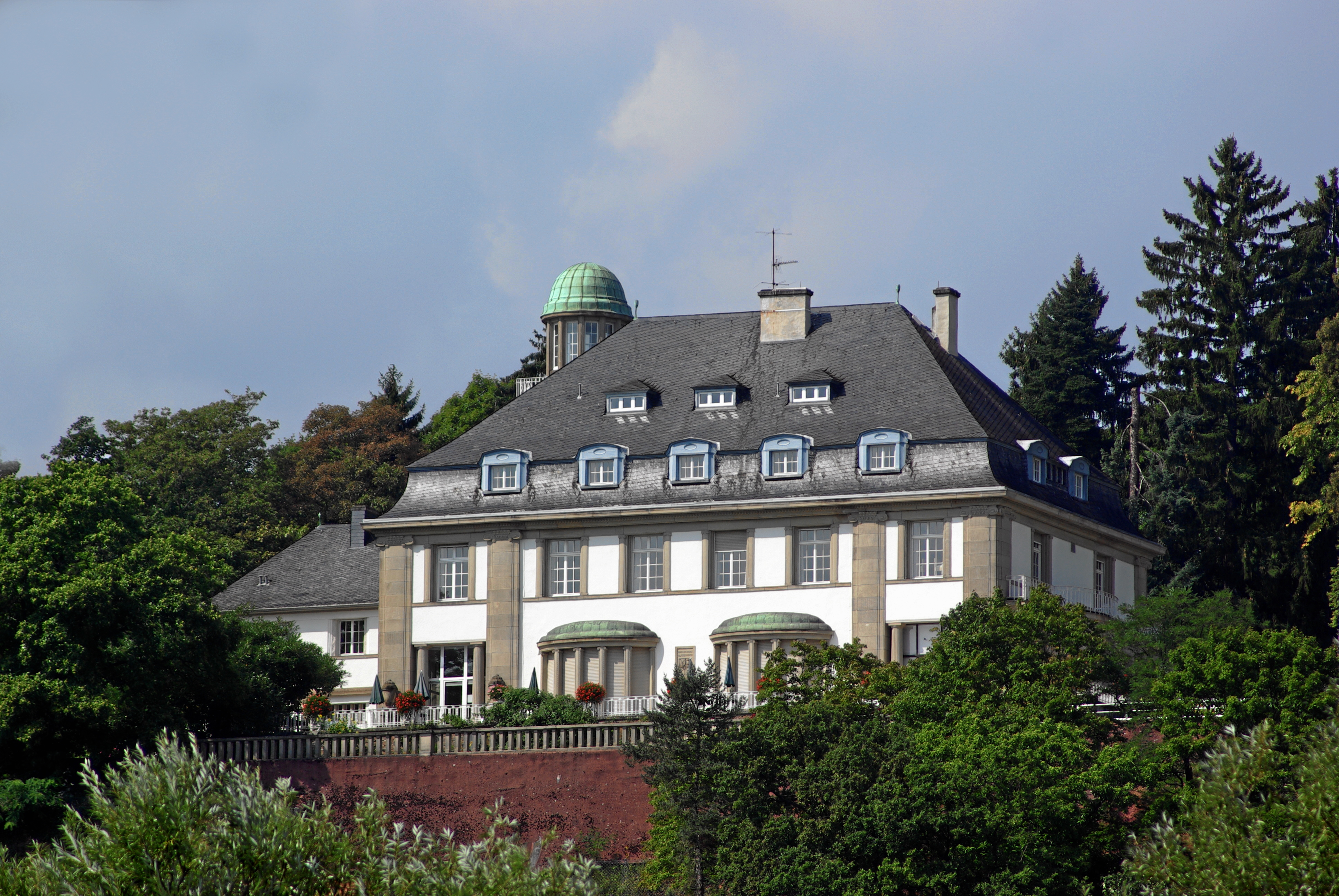
Zivildienstschule Trier in der Villa Reverchon

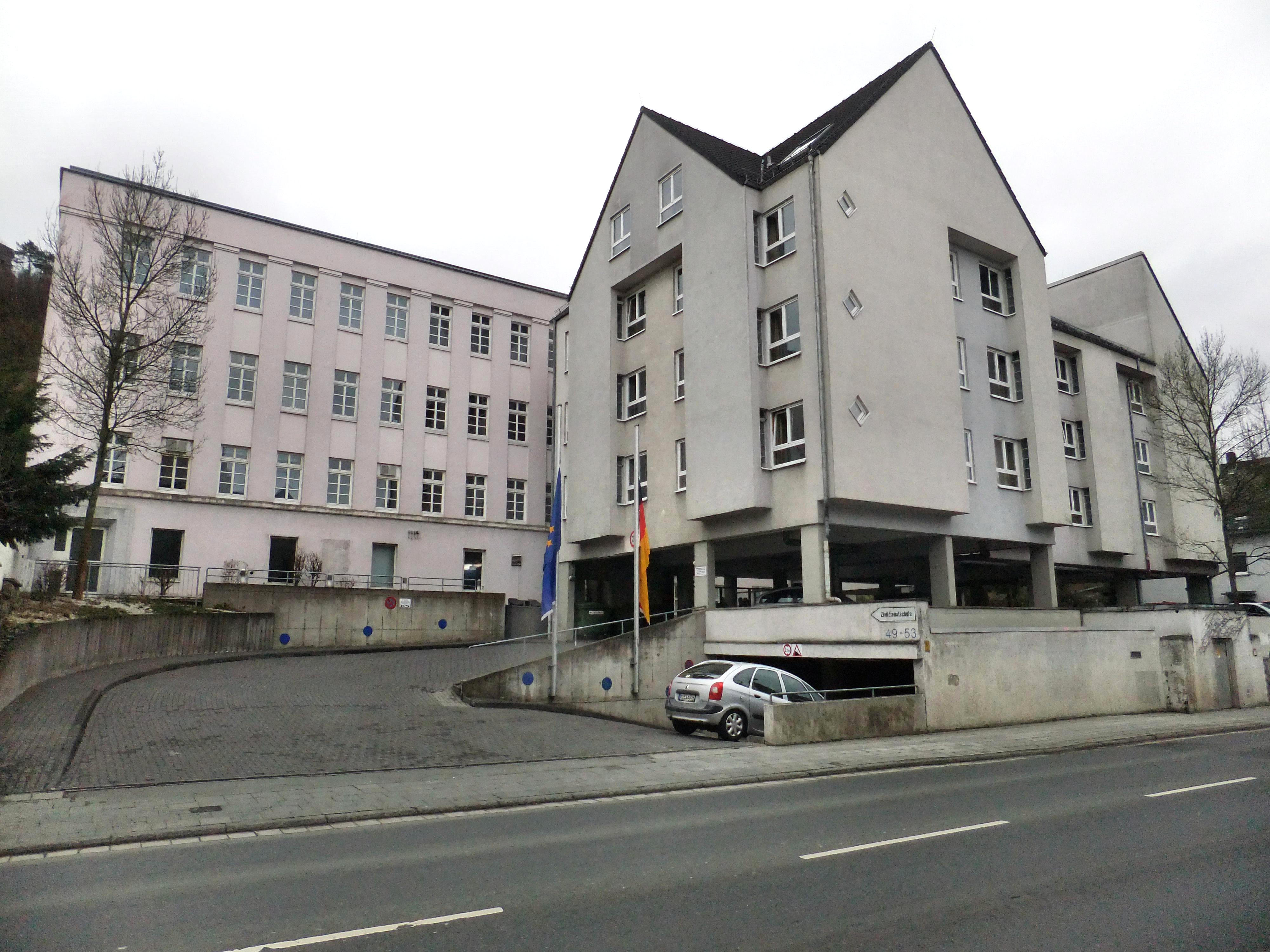
Zivildienstschule XVI in Wetzlar

| Nr.   | Ort                          | Bundesland             | Jahr der Eröffnung/Schließung                             |
| ----- | ---------------------------- | ---------------------- | --------------------------------------------------------- |
| I     | Ith (in Holzen)              | Niedersachsen          | 1971–2011 (August 2011 Bundesamt für Bildung und Familie) |
| II    | Bad Staffelstein             | Bayern                 | 1975                                                      |
| III   | Bocholt                      | Nordrhein-Westfalen    | 1978                                                      |
| IV    | Waldbröl                     | Nordrhein-Westfalen    | 1979/2008                                                 |
| V     | Trier                        | Rheinland-Pfalz        | 1980                                                      |
| VI    | Bad Oeynhausen               | Nordrhein-Westfalen    | 1980                                                      |
| VII   | Seelbach                     | Baden-Württemberg      | 1982/2008                                                 |
| VIII  | Herdecke                     | Nordrhein-Westfalen    | 1982                                                      |
| IX    | Spiegelau                    | Bayern                 | 1990                                                      |
| X     | Bodelshausen                 | Baden-Württemberg      | 1983                                                      |
| XI    | Braunschweig                 | Niedersachsen          | 1984                                                      |
| XII   | Buchholz in der Nordheide    | Niedersachsen          | 1984/2008                                                 |
| XIII  | Karlsruhe                    | Baden-Württemberg      | 1985                                                      |
| XIV   | Bremen/Ritterhude            | Bremen/Niedersachsen   | 1985                                                      |
| XV    | Kiel                         | Schleswig-Holstein     | 1986                                                      |
| XVI   | Wetzlar                      | Hessen                 | 1991                                                      |
| XVII  | Schleife                     | Sachsen                | 1992                                                      |
| XVIII | Barth/Gutglück in Fuhlendorf | Mecklenburg-Vorpommern | 1992                                                      |
| XIX   | Geretsried                   | Bayern                 | 1992                                                      |
| XX    | Sondershausen                | Thüringen              | 1996                                                      |